# 爾朱敞
爾朱 敞（じしゅ しょう、519年 - 590年）は、西魏から隋にかけての政治家・軍人。字は乾羅。本貫は秀容郡。

## 経歴
爾朱彦伯の子として生まれた。532年、高歓が韓陵の戦いで爾朱氏を破ったとき、爾朱敞は幼少だったため、母とともに宮中に入って養育されていた。爾朱敞は脱走して街に入り、着ていた綺羅金翠の服を脱ぎ、遊んでいた子どもと衣服を交換して遁走した。追ってきた者は爾朱敞の顔を知らなかったので、綺羅金翠の服を着ていた子どもを連れ帰った。事が判明したときにはすでに日も暮れて、捕まえることができなかった。爾朱敞はある村に入って、長孫氏の庇護を受けて隠れ住んだ。3年後、道士といつわって、姓名を変え、嵩山に隠れて、経書や史書を学んだ。
数年後、志を立てて西魏に帰順し、宇文泰に面会した。大都督・行台郎中に任じられ、霊寿県伯に封じられた。通直散騎常侍となり、車騎大将軍・儀同三司に転じて、爵位は侯となった。保定年間、使持節・驃騎大将軍・開府儀同三司に転じた。天和年間、信州・臨州・熊州・潼州の四州の刺史を歴任し、爵位は公に進んだ。武帝が北斉を攻撃したとき、従軍を志願して、許された。当たるところみな撃破して、位は上開府に進んだ。南光州刺史に任じられ、護軍大将軍となった。1年あまりして、膠州刺史に転じた。長孫氏とその弟を迎えて家に置き、恩義に対して厚遇をもってむくいた。
581年、隋が建国されると、辺城郡公に改封された。黔安で少数民族が反抗すると、命を受けてこれを平定した。凱旋すると、金州総管に任じられ、まもなく徐州総管に転じた。在職すること数年、明粛と号され、民衆と官吏に恐れられた。後に老年のため隠退を願い出て、河内に帰り、家で死去した。享年は72。
子の爾朱最が後を嗣いだ。

## 伝記資料
- 『隋書』巻55 列伝第20
- 『北史』巻48 列伝第36
- 隋徐州総管爾朱敞墓誌